# Damdiny Süldbajar
Damdiny Süldbajar (mong. Дамдины Сүлдбаяр; ur. 1 lipca 1981) – mongolski judoka. Olimpijczyk z Aten 2004, gdzie odpadł w eliminacjach w wadze lekkiej.
Uczestnik mistrzostw świata w 2003. Startował w Pucharze Świata w 2004. Zajął piąte miejsce na igrzyskach azjatyckich w 2002. Brązowy medalista mistrzostw Azji w 2003, a także igrzysk Azji Wschodniej w 2001 roku.
Jego ojciec Cendijn Damdin, także był judoką i olimpijczykiem, srebrnym medalistą z Moskwy 1980.

## Letnie Igrzyska Olimpijskie 2004
| Konkurencja | Eliminacje                 | Eliminacje                   | Eliminacje              | Repasaże                   | Klas. końcowa |
| Konkurencja | Przeciwnik I               | Przeciwnik II                | 1/4                     | Przeciwnik I               | Miejsce       |
| ----------- | -------------------------- | ---------------------------- | ----------------------- | -------------------------- | ------------- |
| 73 kg       | Vsevolods Zeļonijs (LAT) Z | Bernard Mvondo-Etoga (CMR) Z | Witalij Makarow (RUS) P | Dawit Kewchiszwili (GEO) P | 3 runda       |